# Dumitru Norocea
Dumitru Norocea (n. 1880, Bolboși, Gorj, România – d. 1964, Curtea de Argeș, Argeș, România) a fost pictor, sculptor și un foarte important restaurator al picturilor bisericești din perioada interbelică.

## Biografia
Dumitru Norocea s-a născut în 1880 în Gorj, comuna Balboși. A urmat primele trei clase în satul natal, clasa a IV-a la Târgu Jiu, apoi liceul Traian din Turnu-Severin. Acolo, la Severin, a avut un profesor foarte bun, pe nume Tit Liviu, care l-a învățat pictură, sculptură și noțiuni de istoria artei. Majoritatea timpului, Dumitru Norocea și-o petrecea în atelier, printre tablouri și modele. De la acest Tit Liviu se pare că a preluat și deviza “Credință – Muncă – Cinste – Sacrificii” prezentă în memoriile sale și transpusă ca inscripție în tabloul semicircular din sala de jos a Casei Norocea.
După ce a terminat liceul, Dumitru Norocea nu s-a înscris imediat la facultate. Mama sa murise, iar tatăl, bolnav, l-a chemat să își întrețină cei 8 frați mai mici (5 frați și 3 surori). Patru ani el a fost învățător în satele Prisăceaua și Corobăi din Mehedinți. Acolo, lucrând alături de zugravi bisericești și de troițe, Dumitru Norocea și-a  desăvârșit, oarecum, stilul.
S-a înscris la facultate (Școala superioară de Arte Frumoase) în 1903, și a fost admis al treilea, apoi termină facultatea cu nota 10. În 1909 el a primit o bursă de studii în Italia, pentru 4 ani, semnată de însăși autoritățile italiene. A studiat în importantele centre ale culturii italiene, apoi a plecat pentru a studia 4 luni la Sorbona (Paris). Cu profesorul său de la Sorbona, marele Gabriel Millet, a mers alte 6 luni pentru a studia și a lucra la Muntele Athos.
A fost căsătorit cu Elisabeta (din 1913), născută Năstăsescu și cunoscută drept Eliza. A fost învățătoare în Curtea de Argeș. Ea era fiica unui negustor de pește din București. Nu era foarte bogată înainte de căsătorie, dar era extrem de frumoasă. În 1907 ea a fost Miss București. Nu au avut copii, dar Dumitru Norocea a avut un fiu nelegitim (Andrei Vasile Rădulescu), pe care nu l-a recunoscut niciodată oficial, dar alături de care s-a pictat și fotografiat des.
S-a stins din viață, în 1964, la vârsta de 84 de ani, fiind înmormântat în orașul pe care l-a iubit, Curtea de Argeș.

## Cariera
La școala primară din Bolboși, pasiunea pentru artă a copilului a fost remarcată de învățătorul său surprins de perfecțiunea figurinelor pe care le făcea din lut, excelând în cele ce reprezentau păsări și animale. La indemnul acestuia a urmat liceul din Târgu Jiu.
Dupa terminarea liceului, Dumitru Norocea a renunțat la continuarea studiilor, pentru a-și ajuta familia  și s-a angajat ca învățător suplinitor la Școala primară Prisăceaua din județul Mehedinți, sperând că salariul lui de dascăl îl va ajuta să iasă din teribilul impas financiar. La Prisăceaua, a avut șansa de a cunoaște un tânăr zugrav de biserici care „spăla” fresca înnegrită de fumul lumânărilor din bisericuța de lemn a satului, încercând să-i redea strălucirea de odinioară, se împrietenește cu meșterul zugrav și, în timpul liber, îi dă o mână de ajutor, ucenicind, astfel, într-o viitoare profesie pe care o va practica decenii de-a rândul cu rezultate excelente, ducând-o până aproape de perfecțiune. Zugravul rămas, din păcate, anonim îl va îndruma spre studierea erminiilor și a unor lucrări vizând pictura religioasă, împrumutându-i spre lectură „umila lui bibliotecă ambulantă”… El este cel care i-a insuflat respectul pentru o pictură religioasă realizată în tehnica fresco salvată printr-o restaurare judicioasă și nu distrusă pentru a fi înlocuită cu o alta, operațiune mult mai ușor de efectuat pentru un zugrav lipsit de conștiința valorii istorice a unei opere picturale…
După patru ani ca suplinitor în mediul rural, în afara activității conștiincioase de apostolat, obsedat de cromatica și de varietatea ornamentelor costumelor populare purtate de țărănci, a realizat un «Album de motive populare» pe care îl va folosi ulterior în decorarea spațiilor libere de pictură ale unor locașuri de cult.
Talentul înnăscut și chemarea destinului aveau să-i poarte pașii, în 1903, spre studiile superioare, la Școala națională de arte frumoase din București. Examenul de admitere i-au confimat că pasiunea pentru artă nu era iluzorie. Dumitru Norocea a fost al treilea admis în ordinea mediilor. A avut șansa de a intra în clasa profesorului Ipolit Strâmbu/Strâmbescu [1871-1934], mehedințean de origine, care avusese ca profesori de pictură la înalta școală, unde acum el însuși preda, pe Theodor Aman și pe George D. Mirea. Ipolit Strâmbu se bucura de prestigiul unui excelent autor de manuale de pedagogia picturii, desen și de tehnica desenului, dar și ca fondator al Societății «Tinerimea română», alături de Ștefan Luchian, Constantin Artachino și Nicolae Vermont, societate care își propunea, prin statut, promovarea artei naționale. Anii studenției au fost pentru Dumitru Norocea, ani de studiu intens și de privațiuni materiale considerabile; a fost nevoit, pentru a se întreține, să se angajeze, încă din decembrie 1903, la Casa școalelor și a culturii poporului din București, unde a copiat planuri de edificare a școlilor sau de restaurare a monumentelor, sub îndrumarea directă a arhitectului T. Pârvănescu.
După absolvirea cu brio, în vara anului 1907, a cursurilor Școlii superioare de arte frumoase, Dumitru Norocea, devenit cunoscut în mediile cultural-artistice ale epocii, a fost angajat împreună cu pictorul N. Bran pentru „împodobirea interioară cu sfinți” a Bisericii Gălbinași din județul Călărași. Din păcate, fresca realizată în stil bizantin de către cei doi pictori a fost afectată considerabil de cutremurul din 1977, biserica fiind repictată integral în tempera de Voicu Pascu în anii 1977- 1980.
Restaurarea picturii murale de la Biserica mănăstirii Govora – fascinant monument arhitectonic medieval, unul dintre cele mai vechi așezăminte monahale din Țara Românească, decorat mural, în anii 1711- 1712, în stil brâncovenesc, de către zugravi aparținând renumitei școli de la Hurez, presupunea angajarea unor pictori specializați în efectuarea unor astfel de operațiuni în tehnica fresco de o dificultate extremă.
Dumitru Norocea l-a impresionat prin calitatea lucrărilor de restaurare a picturii de la Govora din primăvara anului 1908, pe marele om de cultură Ion Kalinderu [1840-1913], pe atunci, președintele Secției de istorie a Academiei Române, care, vizitând monumentul ecleziastic, îi solicită realizarea unor copii după frescele Bisericii mănăstirii Govora, dar și ale Paraclisului de la Hurez.
Dumitru Norocea a plecat, în vara anului 1908, la Ravena, fosta capitală a Imperiului Roman de Apus, unul dintre centrele puterii bizantine din Italia de la sfârșitul secolului al VI-lea până în anul 751. Întrucât, în Ravena acestei epoci de aur, fuseseră înălțate monumente ale căror decorații interioare fascinau lumea occidentală, orașul italian devenise un celebru centru de studiere a artei bizantine.
Întrucât se apropia luna aprilie 1913 – termenul expirării bursei acordate de către Comisiunea monumentelor istorice și de artă, Dumitru Norocea a plecat la Paris, pentru a se documenta în Muzeul Luvru, acest spațiu mirific înnobilat prin celebra pictură «Mona Lisa» a lui Leonardo da Vinci și prin statuia «Venus din Milo», dar, mai ales, pentru a audia, timp de patru luni, în calitate de cursant, prelegerile susținute, la l’École pratique des hautes études, de către arheologul și istoricul francez Gabriel Millet [1867-1952], autorul unor importante studii despre arta bizantină, coordonator al unei cercetări arheologice de referință la Muntele Athos și fondator al colecției «Archives de l’Athos» de la College de France.
Revenit în țară într-un moment determinant pentru destinul „celui dintâi monument religios de mare amploare ridicat în Țara Românească și conservat în forma originară”, Biserica Domnească de la Curtea de Argeș aparținând tipului arhitectonic clasic de plan „cruce greacă înscrisă”, creație specifică arhitecturii bizantine, Dumitru Norocea a fost solicitat de către Comisiunea monumentelor istorice, prin arhitecții Grigore Cerchez și Nicolae Ghica-Budești – coordonatori ai operațiunii de consolidare a celebrului monument ecleziastic, să coordoneze, la rându-i, restaurarea picturii murale afectată de „trecerea vremii și de lipsa de înțelegere a oamenilor”, precum se exprima eufemistic cărturarul Nicolae Iorga.
Dumitru Norocea era recomandat pentru efectuarea acestei lucrări ce implica o „desăvârșită cunoaștere a picturii bizantine”, pictură pe care o studiase în Italia, la Muntele Athos, dar și la Paris, tehnica restaurării vechilor fresce devenindu-i astfel extrem de familiară. Arhitectul Grigore Cerchez propune Comisiunii monumentelor istorice, ca „probă de lucru”, restaurarea inițială de către Dumitru Norocea a picturii amvonului, întrucât prezenta o frescă ulterioară, pentru ca, apoi, o comisie în componența căreia se afla pictorul vienez Johann Viertelberger – cel ce, în 1906-1909, „curățase de fum și împrospătase pictura interioară a Bisericii mănăstirii «Sfântul Ioan cel Nou» din Suceava, construită în perioada anilor 1514-1522”Gârjoabă, Ion Aurel (2011). Ion C. Hiru - Celebrități din negura uitării., să decidă continuarea sau nu a restaurării valoroaselor fresce de la Biserica Domnească de către Dumitru Norocea. Proba va fi fost trecută cu rezultate excelente, de vreme ce Comisiunea monumentelor istorice aproba, în ședința din 5 mai 1914, solicitarea pictorului brăilean Arthur Garguromin Verona [1866-1946] de a-l avea colaborator la realizarea picturii murale a fostei Catedrale mitropolitane din Târgoviște pe Dumitru Norocea.
Considerând că restaurarea picturii Bisericii Domnești de la Curtea de Argeș nu mai putea fi tergiversată, arhitecții care definitivaseră consolidarea monumentului propun, în ședința din 19 mai 1914, angajarea imediată a pictorului Dumitru Norocea, acordarea unui salariu lunar de 500 lei, asigurarea materialului necesar efectuării lucrărilor, artistul fiind obligat să informeze lunar, printr-un raport, despre stadiul operațiunilor realizate.
În cursul restaurării ansamblului pictural al Bisericii Domnești, Dumitru Norocea a relevat, în afara frescei originare datând din secolul al XIV-lea, fresca executată de zugravul Radu sin Mihail din Târgoviște, în secolul al XVIII-lea, și pictura zugravului Pantelimon de la începutul secolului al XIX-lea, marcându-se, astfel, în această „adevărată sinteză a picturii noastre religioase”, trei momente distincte ale evoluției sale. Constatându-se dificultatea operațiunilor de restaurare a frescelor de la Biserica Domnească, pentru a se accelera procesul de salvare a acestora, Comisiunea monumentelor istorice a decis, în 1916, repartizarea a doi absolvenți pasionați de arta bizantină ai Școlii de arte frumoase din București, pictorii I. Mihail și Gh. Teodorescu, pentru continuarea, sub coordonarea maestrului, a restaurării ansamblului pictural.
În 12 septembrie 1920, Dumitru Norocea a descoperit, pe peretele interior nordic al naosului, o importantă inscripție în limba slavonă, sgrafitată pe mortar: «În anul 6860 [1352], la Câmpulung, s-a stins marele Basarab voievod» confirmându-se, astfel, edificarea monumentului în perioada de mijloc a veacului al XIV-lea.
Dumitru Norocea era permanent în atenția istoricilor de artă în special, care îi solicitau confirmarea sau infirmarea unor ipoteze personale vizând vechimea valoroaselor fresce medievale; însuși Nicolae Iorga apelase la pictor, rugându-l, în octombrie 1915, să-i trimită „însemnele chipurilor” lui Basarab I „de la intrarea bisericii și al celui îngenuncheat (Radu Negru Vodă) de pe stâlpii din fața altarului”, pentru susținerea unei comunicări la Academia Română.
Remarcându-i-se contribuția fundamentală în opera de restaurare ireproșabilă a frescelor Bisericii Domnești din Curtea de Argeș, lui Dumitru Norocea i s-a acordat, prin Decretul regal nr. 60063 din 2 decembrie 1922, Ordinul «Coroana României» în grad de cavaler, cea mai  înaltă distincție a vremii care se putea acorda unui civil.  Reputați istorici ai neamului românesc, printre care academicienii Dumitru Onciul și Nicolae Iorga au elogiat efortul pictorului restaurator de a conserva pentru viitorime această comoară de neprețuit a artei plastice medievale românești.

### Pictura si restaurare
Dumitru Norocea s-a întoars în țară în 1913 și a fost contractat să restaureze picturile de la mănăstirile Govora, Hurezi, Tismana, Cozia, și de la Mitropolia din Târgoviște. În 1914 el este adus la Curtea de Argeș pentru a restaura pictura bisericii Sfântul Nicolae Domnesc (secolul al XIV-lea).
El a pictat catedrala și celebra Sala Unirii din Alba Iulia. În rândul frescelor, cele mai representative realizări le presupun cele de la Catedrala Sfinții Impărați Constantin și Elena din Bălți (1933-1934), Biserica Stavropoleos din București (1908-1911), Biserica din Oiești-Ungureni (Argeș) – 1928, Biserica Sfinții Îngeri din Curtea de Argeș (1930) și Biserica Madona Dudu din Craiova (1938-1942). Dumitru Norocea și-a adus contribuția la restaurarea picturii unor importante monumente: Biserica din Gălbinași (Buzău) – 1907, Biserica Mănăstirii Govora (1908), Biserica Mănăstirii Hurezi (1908), Catedrala Metropolitană din Târgoviște (1914), Biserica Sfântul Nicolae Domnesc din Curtea de Argeș (1914-1928), Biserica Mănăstirii Tismana (1922), Biserica din Măgureni (Prahova) – 1925, Biserica din Hârlău (1911; 1926-1929; 1931-1932; 1939; 1954), Sala Manole din Palatul Episcopal de la Curtea de Argeș (1936).
Rascoala de la 1907, Vara, Cortegiul regilor magi, Casa Norocea, portrete ale membrilor familiei, autoportrete, sunt cateva din picturile realizate de Dumitru Norocea si expuse în Casa memorială.

##### Mozaic
Dumitru Norocea a fost primul artist modern care a realizat mozaicuri în România și nu oriunde, ci chiar la catedrala din Alba Iulia. A mai făcut mozaicuri la Catedrala din Sulina (1932-1937), la Patriarhia Română și  la fostul muzeu de artă din Ploiești, astăzi dărâmat.

## Casa memorială
În inima municipiului Curtea de Argeș, pe actuala stradă Victor Ștefănescu, nr. 8, Dumitru Norocea și-a înălțat, între anii 1914-1924, o vilă somptuoasă care a preluat, ȋn compoziția sa arhitectonică, elemente ale stilului neoromȃnesc, proiectant fiind însuși renumitul pictor și restaurator, alături de marele arhitect Grigore Cerchez. Casa este o combinație eclectică a unei cule gorjenești cu elemente postbrâncovenești și cu elementele unui pavilion de vânătoare. Cula este o locuință înaltă, fortificată, cu ziduri groase și ferestre mici, așa cum aveau doar boierii olteni ai secolelor XVII-XIX. Dumitru Norocea a dorit să își construiască și el o astfel de locuință boierească, dar nu construiește la Curtea de Argeș o culă clasică ci o vilă modernă.
Dumitru Norocea a adunat în casă o mulțime de costume tradiționale și obiecte de artă populară. De asemenea, pictorul  adora să picteze costumul popular argeșean. Au fost expuse tablouri pictate de artist, replici pe pânză (imitație de mozaic) ale celebrelor scene: «Împăratul Iustinian cu suita», «Împărăteasa Teodora cu suita» din Bazilica San Vitale de la Ravena, trusa de lucru și șevaletul său. Deși această replică este mozaic aparent, fiind ulei pe pânză cu aur și argint  este  valoroasă. Prezența spiritului artistului este sugerată de originala compoziție în semicerc a frescei de la intrarea în holul spre salonul de primire, în care personajul central – maestrul Dumitru Norocea – este încadrat de grațioase muze înveșmântate în fastuoase costume gorjenești, sugerând originea sa terestră, ca fiu al Gorjului brâncușian. Tot deasupra ușii de la intrare este un mozaic ce îl înfățișează pe proorocul Moise. Este unicul mozaic aflat în casa memoriala, din ansamblul celor 219 obiecte de artă realizate de către Dumitru Norocea.
Prin Casa Norocea a trecut un rege. De fiecare data când vizita Curtea de Argeș și era cazat la palatal episcopal, regale Carol al II-lea (1930-1940) obișnuia să îl viziteze pe Norocea și zăbovea aici ore bune, pentru a se întreține cu gazdele și alți distinși oaspeți. De asemenea, în casa Norocea au fost cazați doi prim-miniștrii ai vremii: Ion Gheorghe Duca și Armand Călinescu.
Ușile casei sunt cele originale, sculptate de maestru însuși, cu motive arabo-persane. Feroneria ușilor și ferestrelor, păstrată în bună parte, este bronz vienez. De asemenea, există documentul care atestă faptul că și parchetul casei a fost adus de la Viena.

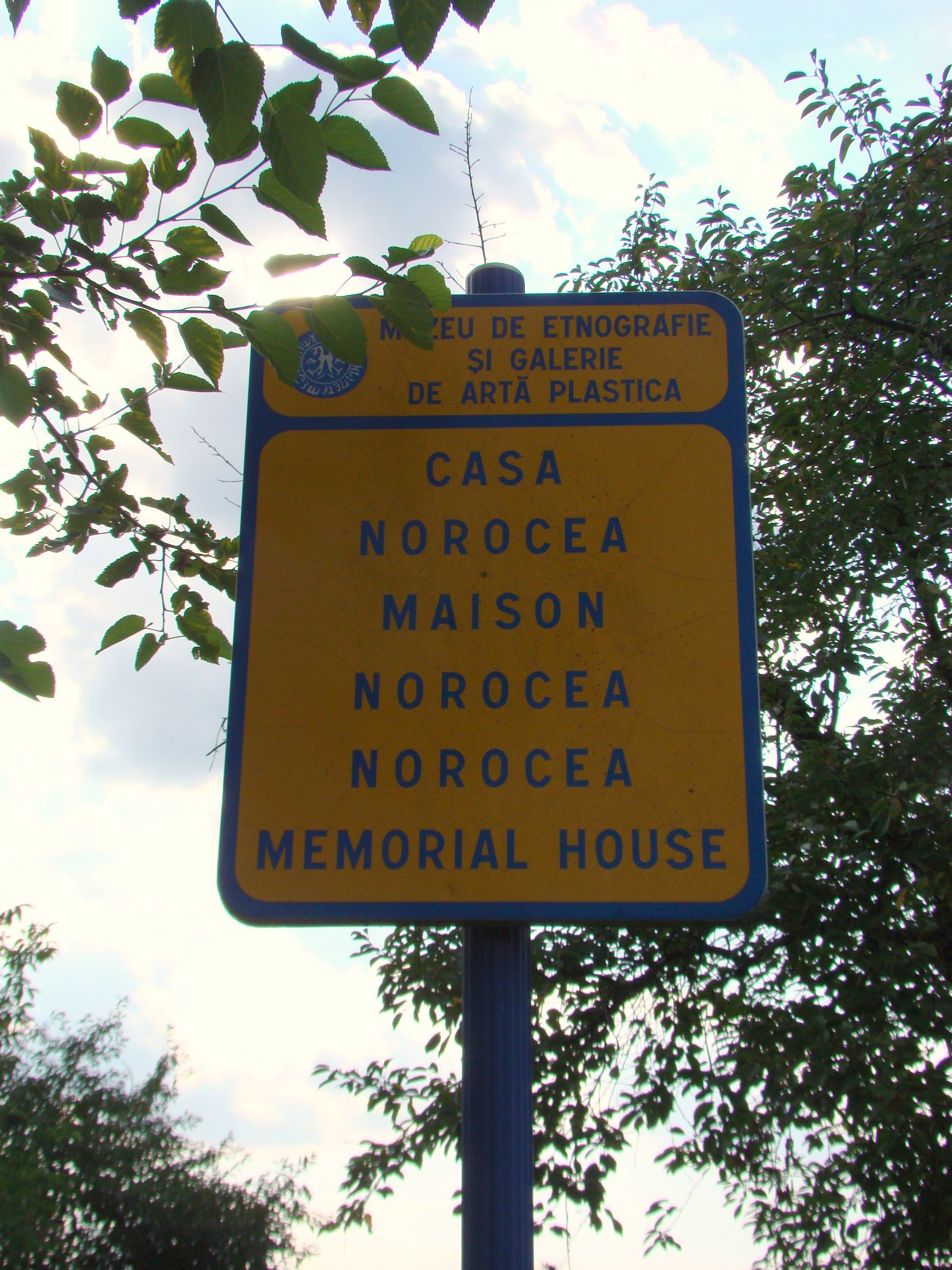
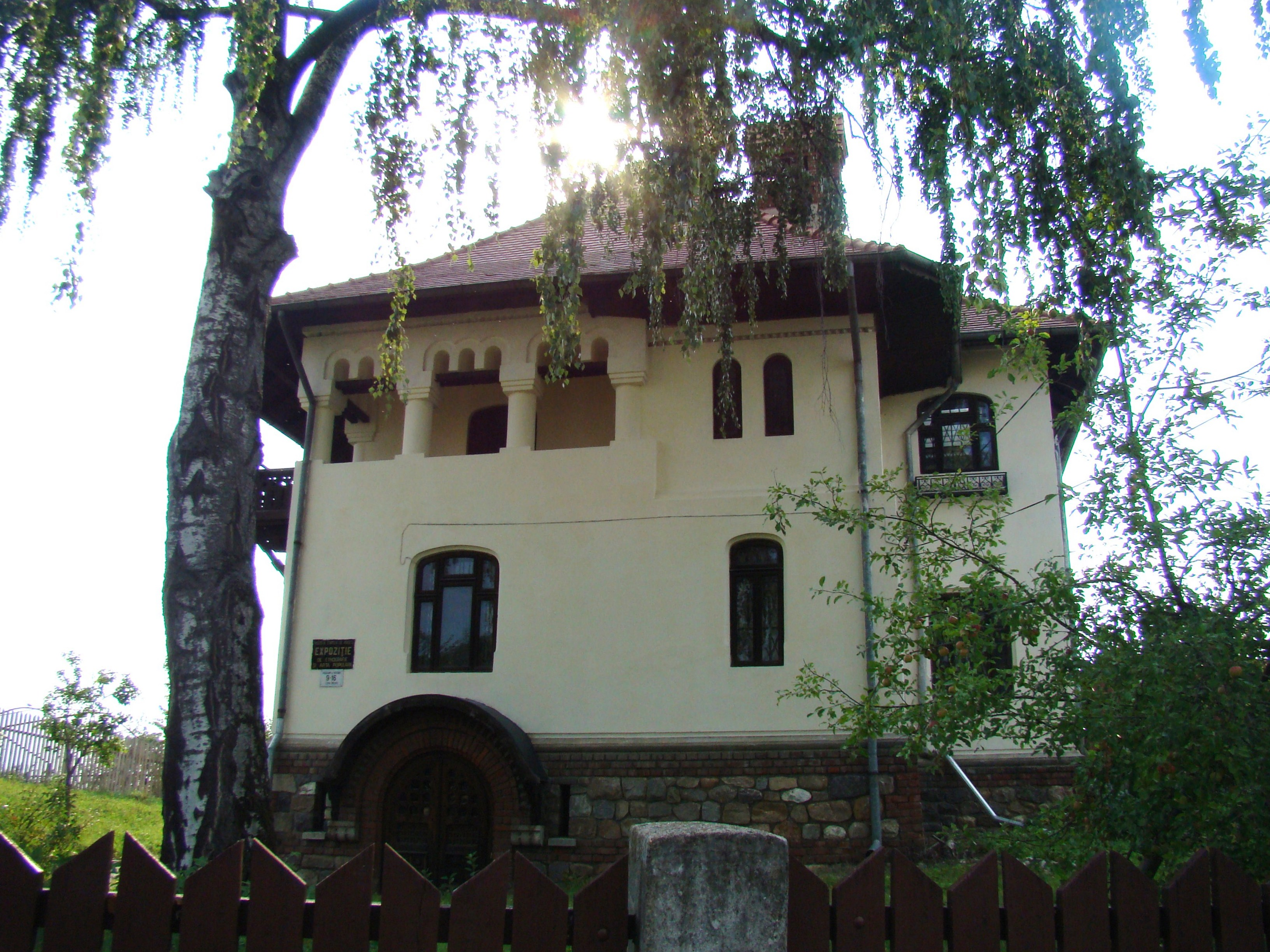
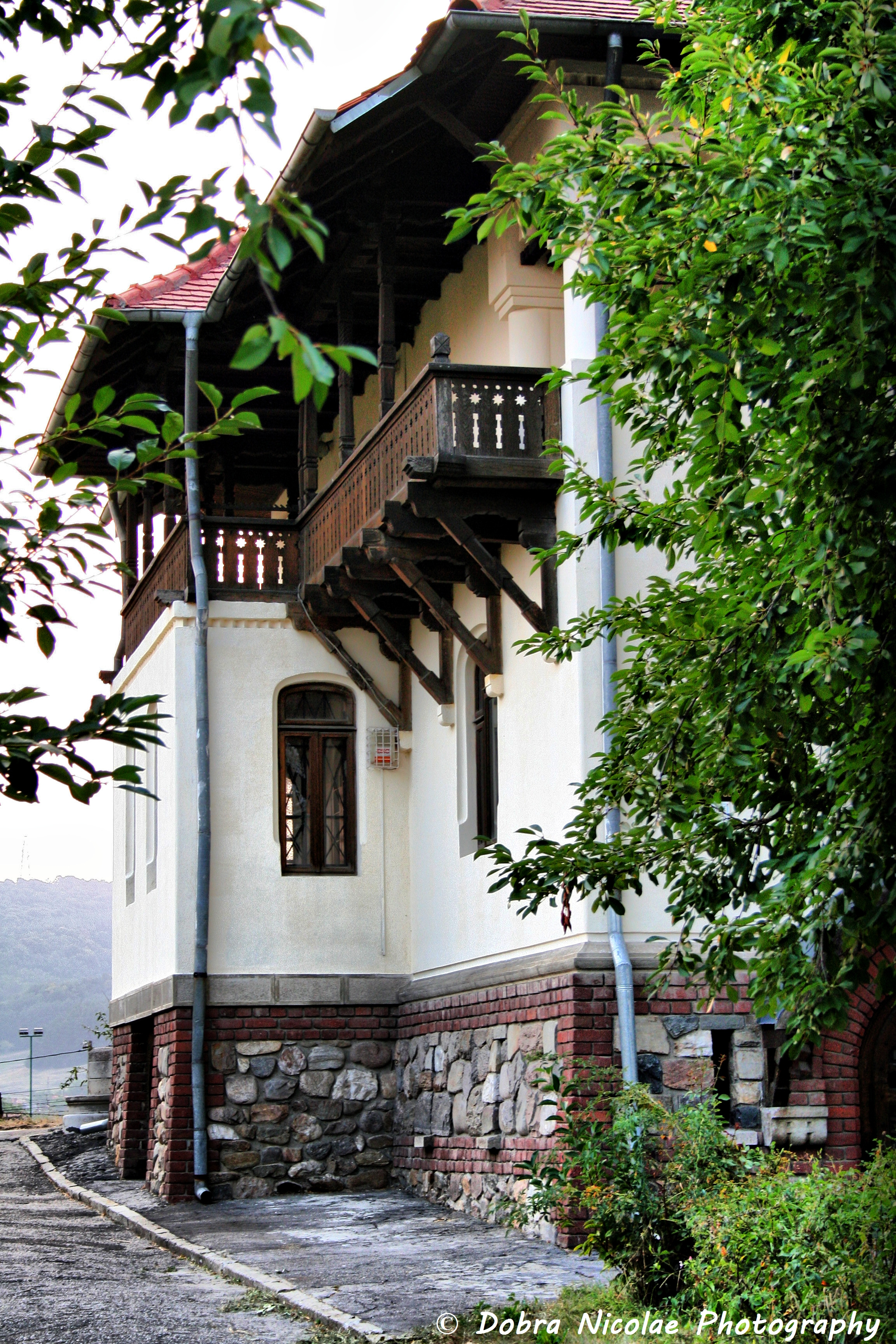
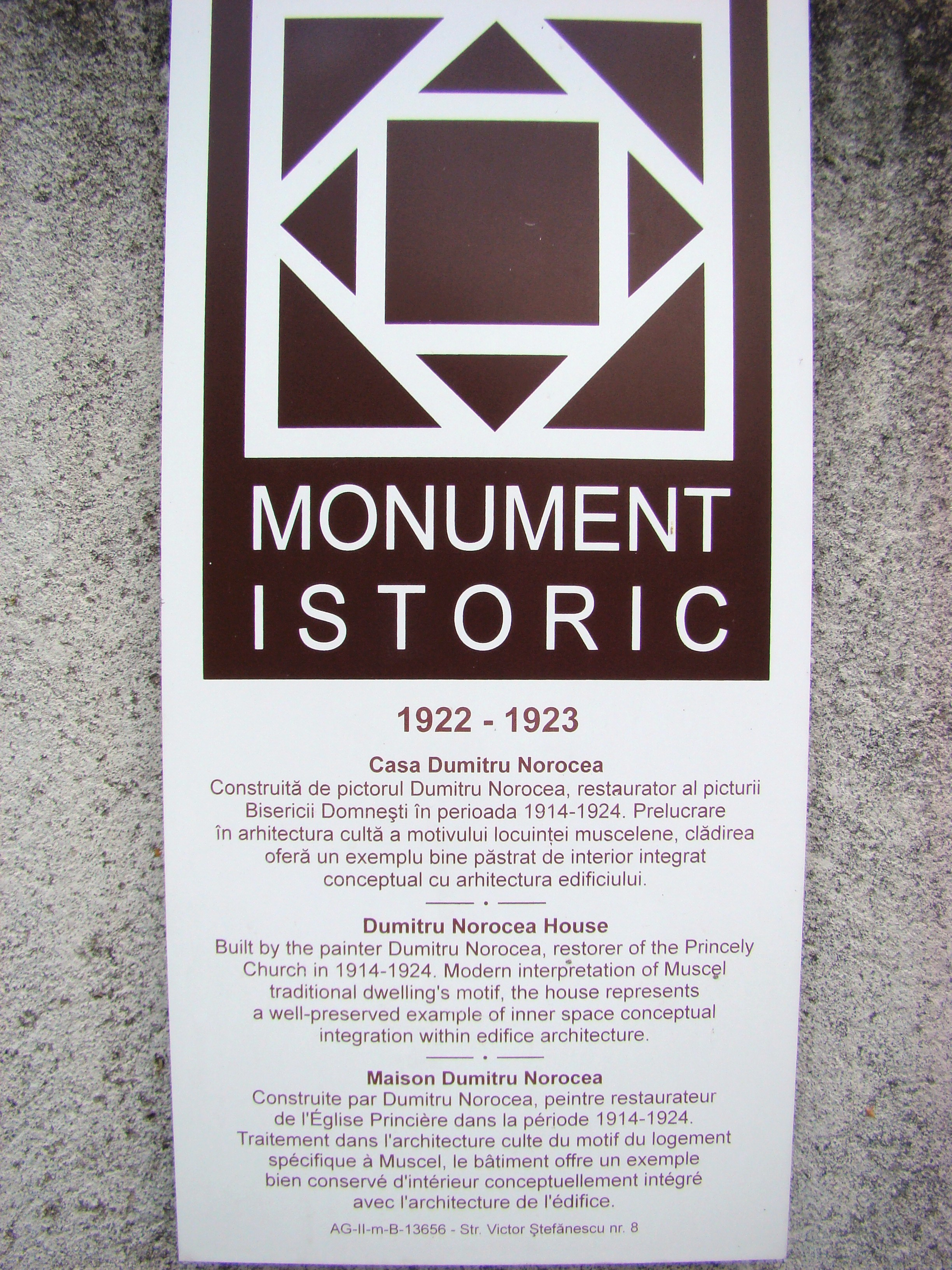

Sala cu luminator natural este cea în care maestrul lucra și în care își primea oaspeții. Soba este originală, din porțelan francez, stil Napoleon al III-lea. Șemineul original, cu stâlpi din calcar de Albești, încălzește și camera de lângă. Dumitru Norocea a prevăzut această sală cu un luminator natural, așa cum văzuse în casele maeștrilor săi italieni. Această vilă cu luminator era, în 1924, unică nu doar în Curtea de Argeș, ci în întreaga zonă a Munteniei.
În această sală sunt expuse o serie de tablouri realizate de către Dumitru Norocea. Potrivit stilului el a fost un post-impresionist. Ca tehnici, prefera uleiul pe pânză sau pe panou, dar abordează și pastel pe carton, pastel pe piele de căprioară, acuarelă și tempera pe diverse materiale, dar și grafică (desen). Compozițional, Dumitru Norocea a tratat peisaje, portrete, compoziții alegorice sau clasice, natură moartă, studii.
În această casă, în 1964, la vîrsta de 84 de ani, Dumitru Norocea a murit.